# ゴドズィン王国

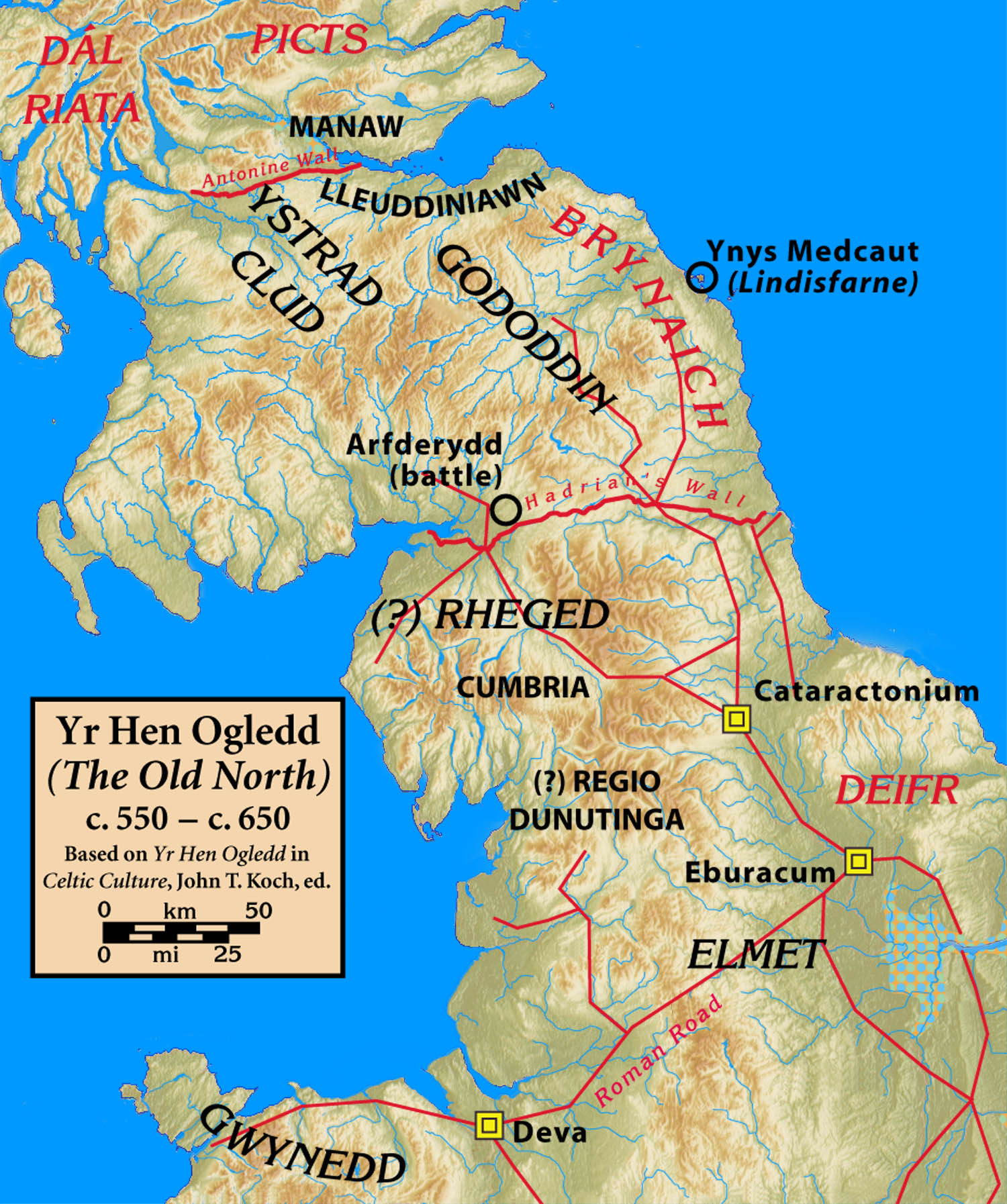
オールド・ノース

ゴドズィン（ウェールズ語: Gododdin）は、ローマ帝国の崩壊後、七王国時代にブリタニア北西部に存在したブリトン人の一派とその王国である。ヴォタディーニ族の末裔である彼らは、叙事詩『ア・ゴドズィン』のなかでうたわれる勇猛な戦士として知られている。

## ゴドズィン王国
ゴドズィン王国の領域は正確にはわかっていないが、現在のスターリング周辺からノーサンバーランドまでの、現在のロージアンおよびスコティッシュ・ボーダーズにあたる地域と推測されている。伝説によると、この国の王は現在のエディンバラにあたるダン・エディンと現在のハディントン近くのトラップレイン・ローの丘に住んでいたという。

## 以降の歴史
6世紀になると、アングル人が北に勢力を伸ばし、ベルニシア王国を建設、ゴドズィン王国を圧迫した。600年前後にはゴドズィンの王マナドッグ・ムンヴァイルが300人の兵を率いてアングル人の街カトラスを攻撃し、数日の戦闘ののちに全滅したことが叙事詩『ア・ゴドズィン』の中でうたわれている。638年にはアイオナの僧侶がダルリアダ王国によるダン・エディン（エディンバラ）の包囲を記録している。8世紀後半にはゴドズィン王国はノーサンブリア王国の支配下に入ったことが推測され、それ以後ゴドズィン人は歴史から姿を消す。

## 注記
1. ↑  Watson, 1926 [要ページ番号]
2. ↑  Jackson, 1969 [要ページ番号]